# Slijpkotmolen
De Slijpkotmolen of Molen Menschaert is een voormalige korenwatermolen in de Vlaamse Ardennen in Nederbrakel, deelgemeente van de Belgische gemeente Brakel. 
De molen ligt aan de Slijpkotbeek, een zijarm van Zwalmbeek, met spaarbekken aan overzijde van straat. Hij werd reeds vermeld in 1571 als oliemolen, waarschijnlijk afhangend van heren de Lalaing van Schorisse. In 1783 werd de molen verbouwd volgens ingekerfd jaartal in moerbalk. Het boerenhuis werd aangepast in 1879 en vergroot in 1937. De molen werd hersteld tussen 1907 en 1913. Door een erfeniskwestie is de molen sinds 1968 non-actief. De binnenaandrijving is nog aanwezig maar molenrad en -stang zijn verdwenen. 

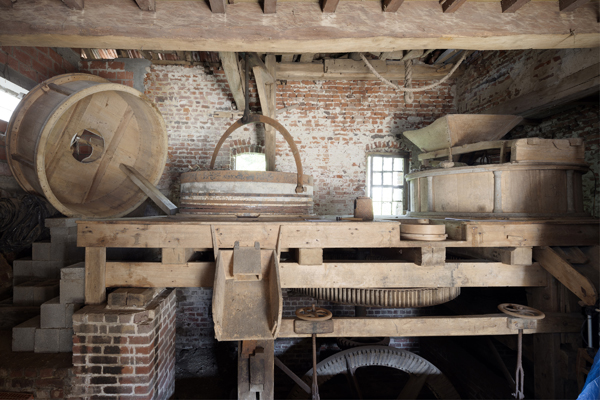
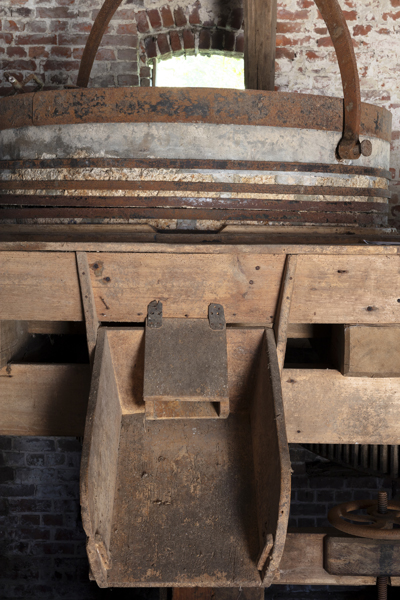
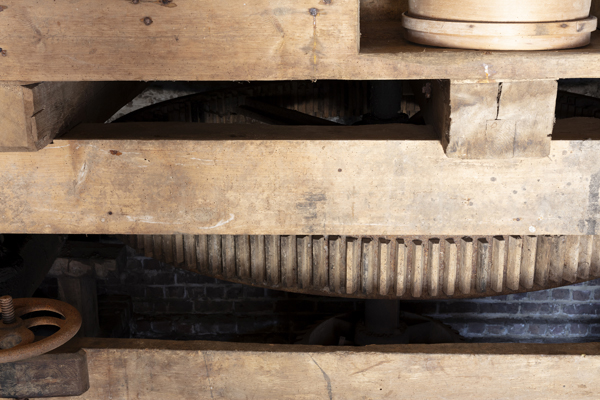
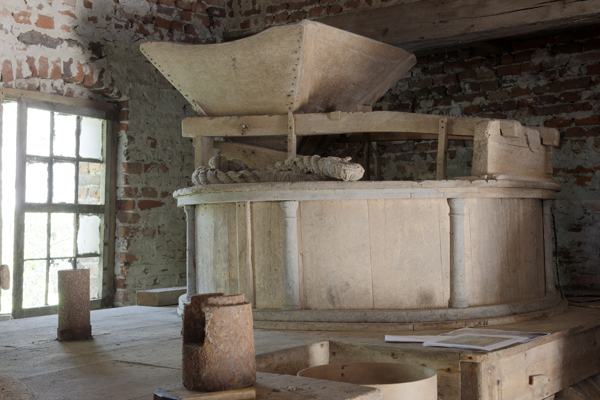